# 西茨維靈山
47°5′31″N 12°11′9″E / 47.09194°N 12.18583°E
西茨維靈山（德語：Westliches Zwillingsköpfl），是中歐的山峰，位於奧地利和意大利接壤的邊境，屬於齊勒塔爾阿爾卑斯山脈的一部分，距離克洛克卡爾山0.2公里，海拔高度2,835米，每年平均降雨量1,971毫米。